# Achates von Platen (1752–1832)
Achates Carl von Platen (den äldre), född 6 april 1752 i Gränby i Munktorps socken, död 11 januari 1832 på Övrabyborg i Övraby socken, var en svensk friherre, hovmarskalk och militär.

## Biografi
Achates von Platen föddes 1752 som son till Baltzar Achates von Platen, då major i Västmanlands regemente, och Vilhelmina Lovisa Fredrika Ulrika Iserhielm. År 1762 blev han volontär i Västmanlands regemente och senare samma år volontär vid Nylands dragonregemente. År 1766 blev han sergeant vid von Platens regemente, men redan året efter tog han en tjänst som underofficer i Prins Fredrik av Braunschweigs regemente och gick därmed i preussisk tjänst under kommande tre år. År 1770 var han åter i svensk tjänst som sergeant vid Tavastehus regemente, men han återgick till Prinsen av Braunschweigs regemente som fänrik 1771. Året därefter fick von Platen en tjänst som fänrik vid Änkedrottningens livregemente, där han 1779 blev löjtnant och där han 1785 tog kaptens avsked. År 1784 hade han gift sig med sin syssling, Vilhelmina Lovisa Fredrika von Platen, som var dotter till ryttmästaren vid preussiska dragonregementet, Bogislav Ulrik von Platen.  
Efter sin militärtjänst blev von Platen utsedd till kammarjunkare vid svenska hovet och utsågs 1788 till lantråd i Pommern. Han blev kammarherre hos drottning Sofia Magdalena 1789 och 1797 upphöjdes han till hovmarskalk. Hustrun Vilhelmina hade avlidit 1791, 24 år gammal. Paret hade då fyra barn, men de två yngsta, en son och en dotter, avled 1792 respektive 1793. von Platen gifte inte om sig. År 1798 efter köpte han godsen Bollerups borg och Övrabyborg, båda i Kristianstads län i Skåne. Han var 1802 ledamot av Allmänna magasinsdirektionen och sändes 1803 utomlands å direktionens vägnar för att förhandla ett lån. Detta skötte han uppenbarligen så dåligt att han avsattes från sin tjänst eftersom han "komprometterat konungens värdighet genom oförstånd". Istället blev han 1803 ledamot av Krigskollegiets krigsdepartement med ansvar för utländska upphandlingar. År 1805 övertog von Platen driften av Ramlösa hälsobrunn, vars aktiebolag hade fått slut på kapital. Enligt von Platen själv tog han över hälsobrunnen på kungens anmodan. I september samma år, strax före Pommerska krigets utbrott i oktober, utsågs von Platen till generalkrigskommissarie i Pommern. Han blev 1807 chef för Greifswalds lantvärnsbataljon, där i april han befordrades till major i armén och i juli till överstelöjtnant. Dock gick kriget illa för Sverige och alla svenska trupper tvingades dra sig tillbaka från Svenska Pommern under sommaren. 
Efter det svenska debaclet slog sig von Platen ner i Skåne och var trots sina gods på Österlen bosatt i Helsingborg under större delen av året. På Ramlösa brunn genomförde von Platen flera investeringar och utbyggnader som förbättrade brunnens faciliteter. Bland annat byggde han 1807 den dittills största byggnaden vid Ramlösa, Stora hotellet, en 40 meter lång och 15 meter bred korsvirkesbyggnad i två våningar. Dessutom lät han uppföra nya stallbyggnader för totalt 44 hästar och 10 vagnar samt utförde förbättringar av brunnsparken. Man lät inhägna fem tunnland av det 70 tunnland stora markområde till väster om parken som brunnen ägde för att där lägga ut trädgårdar och plantera bland annat 100 fruktträd. Tillsammans med brunnsläkaren Eberhard Zacharias Munck af Rosenschöld var von Platen upphovsman till hälsobrunnens popularitet under 1800-talets första hälft. 
År 1808 bröt Finska kriget ut och von Platen var 1809 ledamot i en kommitté som hade i uppgift att anskaffa medel till finansiering av krigsinsatsen. Han reste idogt runt i Sveriges södra delar för att överlägga med landshövdingarna i Nyköping, Linköping, Jönköping, Göteborg, Malmöhus och Kristianstad om bästa sättet att driva in krigsgärdet. I och med Gustav IV Adolfs avsättning i maj 1809 och tecknandet av Freden i Fredrikshamn i september samma år var von Platens insats inte längre nödvändig. Enligt ett kungligt brev utsågs von Platen den 5 september 1815 till friherre och han introducerades den 15 november 1817.
Förutom investeringarna i brunnsverksamheten i Ramlösa köpte von Platen 1812 en fastighet vid Lilla Södergatan, nuvarande Bruksgatan, i Helsingborg, där han lät inrätta ett varmbadhus. I fastighetens motsatta del lät han också inrätta ett "spektakelhus" för kringresande teatersällskap. von Platen hade dock en passion för hasardspel, vilket så småningom gjorde att han fick en så ansträngd ekonomi att han var tvungen att sälja Bollerup till Karl XIV Johan 1818 och 1824 sålde han Ramlösa hälsobrunn till överste Carl von Dannfelt för 18 000 riksdaler. Achates von Platen avled på Övrabyborg 1832.

## Utmärkelser
- Riddare av Nordstjärneorden, 23 november 1801.

## Barn
- August Carl , född 9 september 1785, död 20 augusti 1842. Generaladjutant.
- Wilhelm Bogislaus, född 9 september 1786, död 16 februari 1852. Kammarherre.
- Henrietta Vilhelmina, född 4 juli 1788, död 1793.
- Ludvig Julius, född 3 oktober 1789, död 1792.